# Taitā
Taita ([ˈtaɪtə] (maori de Nouvelle-Zélande : Taitā) est une des banlieues les plus au nord de Lower Hutt, située dans l’Île du Nord de la Nouvelle-Zélande.

## Situation
Elle se trouve bien au sud des gorges de Taita, qui séparent la ville de Lower Hutt de celle de Upper Hutt et à l’ouest du cimetière de Taita dans la banlieue de Naenae.

## Éléments caractéristiques
L'église du Christ de Taita (en), érigée en 1853, est le plus ancien bâtiment religieux de la région de Wellington.
Taita abrite aussi le siège de la gare de Taita (en).

## Histoire
Le développement urbain de Taita a commencé autour du milieu du XXe siècle dans le cadre du programme de logement sociaux (en) du premier gouvernement travailliste (en).
La gare de Taita (en) ouvrit en 1947 pour desservir cette banlieue en développement.
La route principale, Taita Drive, traverse la partie ouest de la banlieue et se termine au sud, dans la banlieue d'Avalon, au sud du pont Kennedy-Good.
À l'est de Taita, au-dessus de Taita College, se situe le bâtiment de l’ancien bureau des sols (en) du Département de la recherche Scientifique et Industrielle ou DSIR (en).
Le Bureau des sols a été intégré en 1992 au Landcare Research New Zealand Limited (en) et la plupart des activités menées auparavant à Taita ont été déplacées vers le campus de Turitea de l’Université Massey de Palmerston North.

## Éducation
Taita a quatre écoles :
- Pomare School, une école publique du primaire, allant de l’année 1 à 6, avec un effectif de 68 élèves en mars 2019 ;
- Saint Michael's School, une école catholique intégrée au public (en), assurant tout le primaire, allant de l’année 1 à 8, avec un effectif de 102 élèves en mars 2019 ;
- Taita Central School, une école du primaire, allant de l’année 1 à 6, avec un effectif de 146 élèves en mars 2019. L’école a ouvert en 1948 ;
- Taita College, un collège d’état, allant de l’année 9 à 13, avec un effectif de 459 élèves en mars 2019. L’école a ouvert en 1957.

Les enfants de l’année 7 et 8 du secteur de Taita peuvent suivre les cours de l’Avalon Intermediate School près d’Avalon.